# Tytuły klasyfikacyjne w brydżu sportowym
Tytuły klasyfikacyjne w brydżu sportowym – tytuły przyznawane brydżystom za osiągnięcia uzyskiwane w zawodach brydża sportowego.

## Tytuły Światowej Federacji Brydżowej
| Tytuły WBF i wymagania na ich otrzymanie | Tytuły WBF i wymagania na ich otrzymanie |
| Kategoria Open i Kobiet | Kategoria Seniorów |
| --- | --- |
| World Master – WM - 150 MP; World International Master – WIM - 350 MP; World Life Master – WLM - 5 PP lub zdobycie choć raz tytułu Mistrza Świata; World Grand Master – WGM - 10 PP oraz zdobycie choć raz tytułu Mistrza Świata. | Senior Master – SM - 150 SP; Senior International Master – SIM - 350 SP; Senior Life Master – WLM - Zdobycie choć raz tytułu Mistrza Świata Seniorów; Senior Grand Master – SGM - 1000 SP oraz zdobycie choć raz tytułu Mistrza Świata Seniorów. |

## Tytuły w strefie europejskiej

### Tytuły Europejskiej Ligi Brydżowej
| Tytuły EBL                  | Tytuły EBL |
| Tytuł                       | Wymagania |
| --------------------------- | --- |
| European Champion – EC      | Nadawany jest zawodnikom, którzy wygrali zawody mistrzowskie EBL odpowiedniej kategorii. Po tytule wymienia się kategorię (Open /O, Kobiety /W, Juniorzy /Y, Seniorzy /S, Miksty /M) |
| European Master – EM        | Nadawany jest zawodnikom, którzy: - osiągnęli 250 EMP, lub - mają tytuł WBF Life Master, lub - mają tytuł WBF International Master                                                   |
| European Grand Master – EGM | Nadawany jest zawodnikom, którzy: - osiągnęli 1000 EMP, lub - dwukrotnie wygrali dowolne dwa Mistrzostwa Europy Teamów, lub - mają tytuł WBF Grand Master                            |

### Tytuły klasyfikacyjne w Polskim Związku Brydża Sportowego
| Tytuły PZBS               | Tytuły PZBS | Tytuły PZBS | Tytuły PZBS       | Tytuły PZBS       | Tytuły PZBS       | Tytuły PZBS       |
| Tytuł klasyfikacyjny      | Symbol      | WK          | Norma na tytuł    | Norma na tytuł    | Norma na tytuł    | Norma na tytuł    |
| Tytuł klasyfikacyjny      | Symbol      | WK          | PKL               | aPKL              | PM                | MPM               |
| ------------------------- | ----------- | ----------- | ----------------- | ----------------- | ----------------- | ----------------- |
| Kandydat                  | K           | 0.5         | 50                |                   |                   |                   |
| Adept                     | Ad          | 1.0         | 100               |                   |                   |                   |
| Mistrz Klubowy            | M           | 1.5         | 200               |                   |                   |                   |
| Mistrz Okręgowy           | MO          | 2.0         | 500               |                   |                   |                   |
| Mistrz Regionalny         | MR          | 2.5         | 1000              |                   |                   |                   |
| Mistrz Krajowy            | MK          | 4.0         | 2000              |                   |                   |                   |
| Mistrz Międzynarodowy     | MM          | 7.0         | 5000              | 2000              |                   |                   |
| Arcymistrz                | A           | 13.0 (12.0) | 10000             | 4000              | 2                 |                   |
| Arcymistrz Krajowy        | AK          | 15.0        | 15000             | 6000              | 5                 |                   |
| Arcymistrz Międzynarodowy | AM          | 19.0 (18.0) | 20000             | 8000              |                   | 5 lub tytuł WIM   |
| Arcymistrz Światowy       | AS          | 24,0        | tytuł WGM lub WLM | tytuł WGM lub WLM | tytuł WGM lub WLM | tytuł WGM lub WLM |

Do każdego tytułu po wypełnieniu 20% wymaganej normy na wyższy tytuł dodawany jest symbol ♣, po kolejnych 20% – symbol ♦, oraz zgodnie z tą zasadą kolejno ♥ i ♠.

## Tytuły klasyfikacyjne w innych federacjach

### Australia
Australijska ABF (Australian Bridge Federation) przyznaje trzy rodzaje "punktów mistrzowskich"  (Masterpoints) w zależności od rangi turnieju.  W turniejach lokalnych można zdobyć punkty "zielone", w turniejach stanowych "czerwone", a w turniejach krajowych "złote".  Istnieje łącznie 19 tytułów klasyfikacyjnych.

### USA
Północnoamerykańska federacja brydżowa (American Contract Bridge League, ACBL) przyznaje punkty klasyfikacyjne w kilku kolorach (bezbarwne, czarne, srebrne, czerwone, złote i platynowe), zależnie od rangi rozgrywek, w których zostały uzyskane.
Punkty bezbarwne są przyznawane za osiągnięcia w grach online.
Punkty czarne są przyznawane za osiągnięcia w specjalnych zawodach klubowych. Część punktów przy takich zawodach może być w innym kolorze.
Punkty srebrne są przyznawane za przy zawodach organizowanych przez sekcje brydżowe. Zarówno w zawodach jednostkowych jak i cyklicznych.
Punkty czerwone są przyznawane za przy zawodach regionalnych (z wyjątkiem, opisanych poniżej, topowych zawodów tego poziomu). Wiele zawodów ogólnokrajowych mających charakter wielostopniowych eliminacji pozwala zawodnikom otrzymać punkty czerwone przy grze w lokalnych klubach.
Punkty złote są przyznawane za najwyższe miejsca w topowych imprezach regionalnych (składających się z co najmniej dwóch sesji). Również złote punkty są przyznawane za czołowe miejsca w niektórych zawodach ogólnokrajowych.
Punkty platynowe są przyznawane za czołowe miejsca w zawodach krajowych i międzynarodowych.
Kolejne tytuły wymagają coraz większej liczby zgromadzonych punktów:
| Tytuły ACBL          | Tytuły ACBL | Tytuły ACBL |
| Tytuł                | Punkty      | Dodatkowe wymaganie |
| -------------------- | ----------- | --- |
| Rookie               | <5          | |
| Junior Master        | 5           | |
| Club Master          | 20          | Co najmniej 5 punktów czarnych |
| Sectional Master     | 50          | Co najmniej 10 punktów czarnych, 5 srebrnych |
| Regional Master      | 100         | Co najmniej 15 punktów czarnych, 15 srebrnych oraz 5 czerwonych, złotych lub platynowych |
| NABC Master          | 200         | Co najmniej 20 punktów czarnych, 25 srebrnych oraz 20 czerwonych, złotych lub platynowych z których co najmniej 5 musi być złotych lub platynowych                                                      |
| Life Master          | 500         | Co najmniej 75 punktów czarnych, 75 srebrnych oraz 100 czerwonych, złotych lub platynowych z których co najmniej 50 musi być złotych lub platynowych                                                    |
| Silver Life Master   | 1 000       | Life Master posiadający co najmniej 200 punktów srebrnych, czerwonych, złotych lub platynowych |
| Gold Life Master     | 2 500       | Life Master posiadający co najmniej 500 punktów srebrnych, czerwonych, złotych lub platynowych |
| Diamond Life Master  | 5 000       | Life Master posiadający co najmniej 1000 punktów srebrnych, czerwonych, złotych lub platynowych, z których co najmniej 250 musi być złotych lub platynowych                                             |
| Emerald Life Master  | 7 500       | Life Master posiadający co najmniej 1500 punktów srebrnych, czerwonych, złotych lub platynowych, z których co najmniej 500 musi być złotych lub platynowych                                             |
| Platinum Life Master | 10 000      | Life Master posiadający co najmniej 2000 punktów srebrnych, czerwonych, złotych lub platynowych, z których co najmniej jest 750 musi być złotych lub platynowych, przy czym minimum to 100 platynowych. |
| Grand Life Master    | 10 000      | Platinum Life Master posiadający zwycięstwo w zawodach najwyższej rangi (krajowych lub międzynarodowych).                                                                                               |